# I’ll Get You
I’ll Get You (englisch für „Ich bekomme dich“) ist ein Lied der britischen Band The Beatles, das zuerst 1963 auf der B-Seite der Single She Loves You veröffentlicht wurde. Komponiert wurde es von John Lennon und Paul McCartney und unter der Autorenangabe Lennon/McCartney veröffentlicht.

## Hintergrund

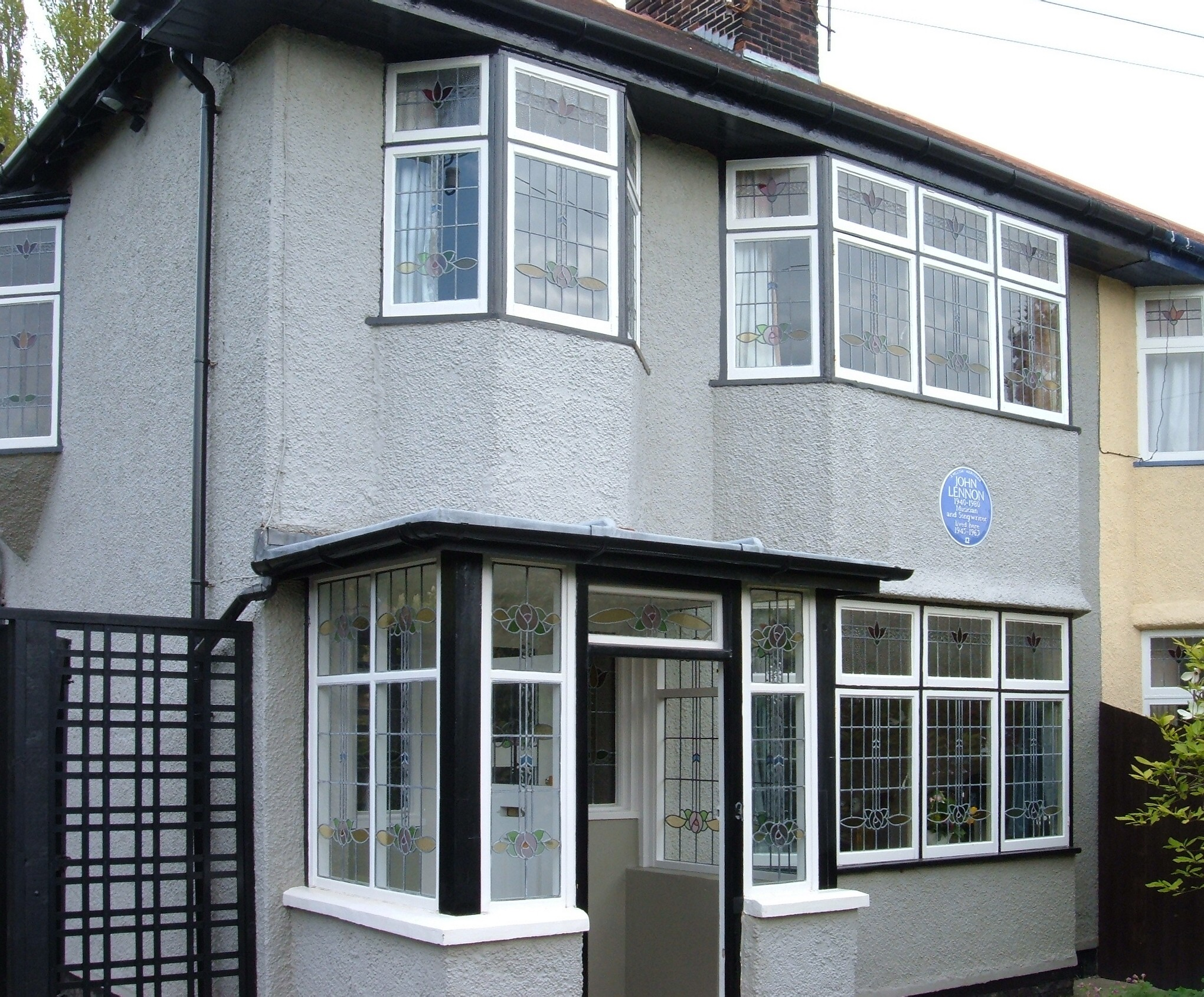
Haus von Tante „Mimi“ in der
251 Menlove Avenue

John Lennon und Paul McCartney komponierten I’ll Get You im Haus von Lennons Tante Mimi Smith, in der 251 Menlove Avenue in Liverpool, wo Lennon zu dieser Zeit wohnte. I’ll Get You beruht hälftig auf den musikalischen Ideen von Lennon und McCartney. Es beinhaltet textlich, genau wie She Loves You, öfter das Wort ‚Yeah‘, das dann in der Anfangszeit der Beatles mit der Band in Verbindung gebracht wurde.
Die Beatles nahmen I’ll Get You in ihr Liverepertoire auf. Während McCartney das Lied mochte, sagte Lennon 1980 dazu: „Das waren Paul und ich, die versuchten, einen Song zu schreiben, und es hat nicht geklappt.“

## Aufnahme
I’ll Get You wurde am 1. Juli 1963 in den Londoner Abbey Road Studios mit dem Produzenten George Martin aufgenommen. Norman Smith war der Toningenieur der Aufnahmen, sein Assistent war Geoff Emerick. Es ist nicht dokumentiert wie viele Takes die Beatles eingespielt haben, da das Masterband als verschollen gilt.
Die Abmischung des mit einem D-Dur-Akkord beginnenden Liedes erfolgte am 4. Juli 1963 in Mono von George Martin. Eine Stereoversion von I’ll Get You existiert nicht, stattdessen erschien in den USA auf dem Album The Beatles’ Second Album eine sogenannte „Fake-Stereoversion“, die aus der Monoversion gemischt wurde. Diese Version wurde dann auch in Deutschland für das Album The Beatles Beat verwendet.
Der Arbeitstitel des Liedes war Get You In The End.
Besetzung
- John Lennon: Rhythmusgitarre, Mundharmonika, Gesang
- Paul McCartney: Bass, Händeklatschen, Gesang
- George Harrison: Leadgitarre, Händeklatschen, Hintergrundgesang
- Ringo Starr: Schlagzeug, Händeklatschen

## Veröffentlichungen
- Die Single She Loves You / I’ll Get You wurde am 23. August 1963 in Großbritannien, am 31. August in Deutschland und am 16. September in den USA bei Vee-Jay Records veröffentlicht.
- Am 23. Februar 1964 erschien in Deutschland die EP The Beatles’ Sound, auf der das Lied I’ll Get You enthalten ist.
- In den USA wurde I’ll Get You ebenfalls auf dem dortigen dritten Album The Beatles’ Second Album am 10. April 1964 veröffentlicht.
- Am 14. April 1964 erschien I’ll Get You auch auf dem deutschen Kompilationsalbum The Beatles Beat.
- In Großbritannien wurde I’ll Get You erstmals auf einem Album am 12. Oktober 1979 (Rarities) veröffentlicht.
- Das Album Anthology 1, Veröffentlichung am 20. November 1995, enthält eine Liveaufnahme vom 13. Oktober 1963 in Mono, die während der Fernsehsendung Sunday Night at the London Palladium aufgenommen wurde.
- Für BBC Radio nahmen die Beatles unter Livebedingungen fünf weitere Fassungen von I’ll Get You auf, von denen die Aufnahme vom 7. September 1963, im BBC Playhouse Theatre, London, auf dem Album On Air – Live at the BBC Volume 2 am 8. November 2013 erschien.[2]

## Coverversionen
- The Smithereens – B-Sides The Beatles [3]
- The Merseyboys – 5 Great Songs Composed By John, Paul & George [4]